# Laeken

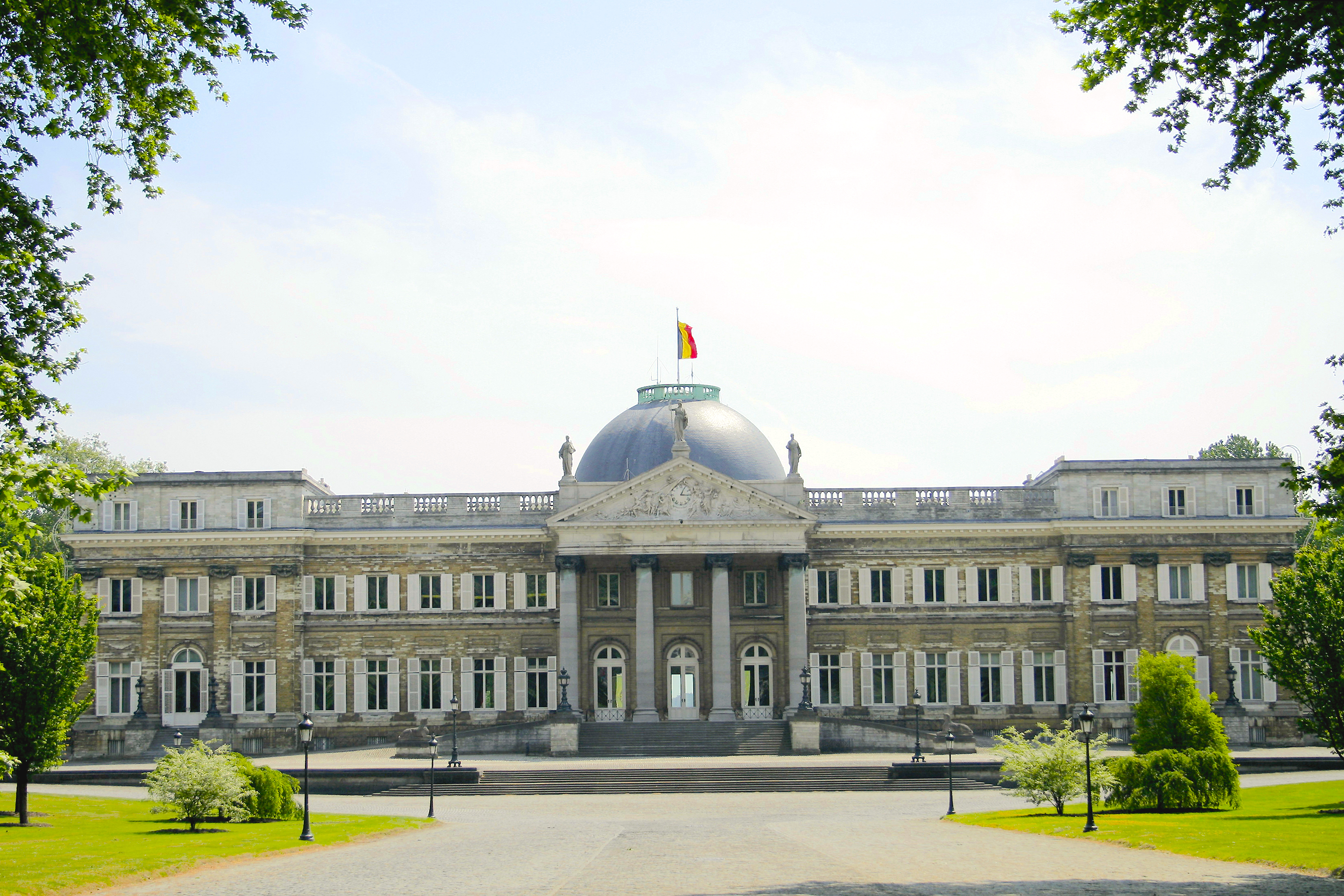
Laekens slott.

Laeken (franska), Laken (nederländska), är en stadsdel i norra Bryssel. Den hör till Bryssels kommun. Postkoden är B-1020. 

## Beskrivning
I Laeken finns ett kungligt slott som är den belgiska kungafamiljens residens. Till palatset hör ett grönområde, en engelsk park, i mitten av Bryssel. Slottet byggdes 1782-1784 av J. l. Montoyer. Detta ödelades i en brand 1890 och återuppbyggdes av Alphonse Balat. Sin nuvarande planlösning fick det av arkitekten C. A. Girault 1902. Det har varit kungligt residens sedan Léopold I besteg tronen 1831. Till området hör också pampiga växthus som är kupolformade och öppna för allmänheten endast några dagar varje år. Även växthusen ritades av Balat, i samarbete med Victor Horta. 
Lite söder om palatsområdet finns den nygotiska kyrkan Eglise de Notre-Dame, som byggdes för drottning Marie Louise av Frankrike, som var Léopold I:s gemål. Dess arkitekt var Joseph Poelaert (som också ritat Bryssels justitiepalats). Kyrkan innehåller den krypta där den kungliga familjens medlemmar begravs. 
Strax norr om palatsområdet finns de kontrasterande Kinesiska paviljongen och det Japanska tornet. Den Kinesiska paviljongen byggdes på uppdrag av Leopold II. Salarna inreddes i Ludvig XIV-stil och Ludvig XVI-stil och dekorerades med kinesiska motiv, porslin och silverföremål. Det Japanska tornet är en pagod, ursprungligen byggd för världsutställningen i Paris år 1900. Leopold II köpte det och lät föra det till Bryssel. I tornet finns en utställning med militära uniformer, hjälmar och vapen. 
En annan sevärdhet i området är Atomium.